# Иван Фјодорович Јанкович-де-Миријево
Иван Фјодорович Јанкович-де-Миријево (рус. Иван Фёдорович Янкович-де-Мириево) је био руски царски генерал, који је служио у Наполеоновим ратовима.
Јанкович је рођен 1777. или 1778. године, као син познатог просветног реформатора Теодора Јанковића де Миријева, српског досељеника и члана Руске академије коме је титулу племића дала Катарина Велика. Млађи Јанкович је своју војну каријеру започео 1795. године у лајб-гардијском коњском пуку, јединици у којој је остао до своје смрти.

## Војна каријера
За ађутанта генерала Муравјова је постављен 21. септембра 1797. године. Каријеру је наставио и даље у Коњичком гардијском пуку и брзо је напредовао у официрском рангу. Већ 1798. године је унапређен у ритмастера , а 8. априла следеће године у пуковника. Потом је у августу 1800. постављен за команданта коњичког гардијског пука, али је убрзо пао у немилост цара Павла I и отпуштен је из службе 5. октобра 1800. године. Међутим, тачно месец дана касније, 6. новембра, поново је, по Највишој наредби, уписан у Гардијски коњички пук и 4. фебруара 1803. године по други пут постављен за команданта пука. Исте године 17. маја, унапређењем у чин генерал-мајора и потврђен на месту команданта пука.
Командујући коњичким гардијским пуком, Јанковић де Миријево је учествовао у два похода против Наполеона: 1805. и 1807. године и више пута се показао као храбар и веома способан командант. Посебно се истакао у бици код Аустерлица, када је са својом коњском гардом нагло напао и збацио француске кирасире. Дана 24. фебруара 1806. године одликован је орденом Св. Георгија 4. степена (бр. 1690 по списку Григорович-Степанов, бр. 676 по списку Судравског)
„У знак признања за велику храброст и храброст показану у бици код Аустерлица 20. новембра против француских трупа.”
Упућен у Буксгевденову војску јануара 1808, Јанкович де Мириево је тамо остао једанаест месеци и више пута је учествовао у сукобима са Швеђанима. Вративши се у свој пук, наставио је да њиме командује до 13. фебруара 1811. године, а затим је постављен за команданта Лакогардијске коњичке дивизије и унапређен у генерал-потпуковника. Међутим, ово није трајало дуго, одлазећи из Санкт Петербурга у Черкаси почетком маја исте 1811. године, разболео се на путу и умире у Черкасима 6. јуна 1811. године..

## Белешке
1. ↑  енгл.